# Новоалексеевка (остановочный пункт)
Новоалексе́евка — остановочный пункт Свердловской железной дороги. Находится на 1783 километре главного хода Транссиба, рядом с селом Новоалексеевским.
Остановка открыта после войны, на ней останавливается бо́льшая часть пригородных электропоездов. В непосредственной близости от платформы строится коттеджный посёлок.
На табличке остановочного пункта долгое время была допущена опечатка: НОВОАЛЕСЕЕВКА.